# Pharaon (bande dessinée)
Pour les articles homonymes, voir Pharaon (homonymie).
Pharaon est une série de bande dessinée d'aventure fantastique franco-belge créée par le dessinateur Daniel Hulet et le scénariste André-Paul Duchâteau, publiée en 1980 dans Super As et éditée en album entre 1981 et 1987 par Novedi, puis entre 1996 et 1999 par Glénat dans la collection « Grafica ».
Cette série est terminée.

## Description

### Synopsis
L'organisation C.O.B.R.A est une une agence de renseignement luttant dans les années 1980 contre les manigances du groupe ANTi. Pharaon est l'un des meilleurs agents secrets de C.O.B.R.A et dans le premier tome doit allé à Manaus au Brésil ou un produit chimique conduisant à la folie meurtrière a été utilisé par ANTI.
Au fil des tomes, des éléments de plus en plus fantastiques et ésotériques s'ajoutent à l'histoire ou le clonage humain est présent. Pharaon développent des capacités de télépathie et de prémonitions. Suite à une mission en Alaska, désabusé, il décide d'abandonner le métier d'espion, mais son passé le rattrape quelques années plus tard.

### Personnages
- Groupe « COBRA »
  - Pharaon : agent de l'organisation ayant été en mission en Égypte
  - L'amiral : chef du groupe au quartier général installé à bord d'un sous-marin nucléaire
  - Crystal : collaboratrice qui aide parfois Pharaon
  - Quasimodo : agent numéro deux qui accompagne souvent Crystal, d'où leur surnom « la Belle et la Bête »
- Groupe « ANTI »

## Publications en français

### Périodiques
Super As (1980)Les premières aventures ont débuté en récit complet dans Super As en 1980 :
- Cadeau empoisonné pour Pharaon : récit complet de neuf pages dans no 66
- Anti contre Pharaon : récit complet de sept pages dans no 68
- Le Nyctalope : récit complet de sept pages dans no 71
- Cibles vivantes : récit complet de huit pages dans no 74

Ces quatre histoires sont reprises dans le cinquième album de la série "Dossiers Anti".

### Albums
- 1 Philtre pour l'enfer, Novedi,  (ISBN 2-01-008165-X), mai 1981
Scénario : André-Paul Duchâteau - Dessin : Daniel Hulet - Couleurs : Daniel Hulet et Yolande De Weerdt
- 2 Le Cerveau de glace, Novedi,  (ISBN 2-01-008924-3), novembre 1982
Scénario : André-Paul Duchâteau - Dessin et couleurs : Daniel Hulet
- 3 L'Incarnation de Seth, Novedi,  (ISBN 2-01-009428-X), septembre 1983
Scénario : André-Paul Duchâteau - Dessin : Daniel Hulet - Couleurs : Daniel Hulet et Yolande De Weerdt
- 4 Promenade des solitudes, Novedi,  (ISBN 2-8039-0001-7), mars 1984
Scénario : André-Paul Duchâteau - Dessin : Daniel Hulet - Couleurs : Daniel Hulet et Yolande De Weerdt
- 5 Dossiers Anti, Novedi,  (ISBN 2-8039-0012-2), septembre 1984
Scénario : André-Paul Duchâteau - Dessin et couleurs : Daniel Hulet
- 6 Des ombres sur le sable, Novedi,  (ISBN 2-8039-0023-8), mai 1985
Scénario : André-Paul Duchâteau - Dessin et couleurs : Daniel Hulet
- 7 Les Feux de la mer, Glénat, « Grafica »,  (ISBN 2-7234-1842-1), avril 1996
Scénario : André-Paul Duchâteau - Dessin et couleurs : Daniel Hulet
- 8 Le Géant englouti, Glénat, « Grafica »,  (ISBN 2-7234-2469-3), juin 1999
Scénario : André-Paul Duchâteau - Dessin et couleurs : Daniel Hulet